# 弹性蛋白
弹性蛋白（英語：elastin）是一种维持结缔组织弹性的支持蛋白。弹性蛋白由成纤维细胞合成，存在于细胞外基质，是结缔组织中弹性纤维的主要结构蛋白，均质无定形。弹性蛋白分子由多条多肽链以共价键广泛交联在一起，形成网状，具有随机卷曲和交联性能，因此可使许多组织在拉伸或收缩后恢复形态，如血管、肺、弹性腱、软骨和皮肤。
弹性蛋白是脊椎动物身体的重要承载，也是储存机械能的地方。在人类基因组中，弹性蛋白由ELN基因编码。

## 化学结构
弹性蛋白是一种关键的结构蛋白，赋予组织如皮肤、血管、肺和韧带以弹性和可逆形变能力。它的化学结构具有一些非常独特的特点，以下是它的主要化学结构：

### 分子式与分子量
- 人类弹性蛋白前体的分子式为：C₃₁₁₄H₅₀₁₀N₈₇₀O₈₅₄S₃（原弹性蛋白）。
- 成熟形式未修饰的弹性蛋白分子式为：C₂₉₉₂H₄₈₀₂N₈₃₆O₈₂₅S₂。
- 完全修饰后（即全部羟脯氨酸修饰后）的分子式为：C₂₉₉₂H₄₇₄₄N₈₃₆O₈₃₇S₂，分子量为：65,873 g/mol （即约 65.9 kDa）。

### 氨基酸组成
弹性蛋白富含以下几类氨基酸：甘氨酸（Gly）、脯氨酸（Pro） 、羟脯氨酸（Hyp）、缬氨酸（Val）、丙氨酸（Ala）、赖氨酸（Lys）（用于交联）。这使得弹性蛋白具有极强的疏水性和柔性。

### 一级结构
弹性蛋白是由一种叫做原弹性蛋白（tropoelastin）的前体蛋白构成，原弹性蛋白的序列中存在大量 重复的疏水区段，比如：VPGVG，VGVAPG，GVGVP疏水重复序列。这些序列促进其分子间的聚集和自组装。

### 二级与三级结构
缺乏固定的二级结构：弹性蛋白不像胶原蛋白那样有螺旋或片层结构。它是一种“结构无定型”（intrinsically disordered protein）蛋白。
高度柔性：由于其疏水区域和缺乏规则结构，弹性蛋白可以在受力下伸展，并在力移除后恢复原状。

### 赖氨酸交联结构
弹性蛋白的一个核心化学特征是其赖氨酸交联结构（lysine-derived crosslinks），包括：
锁链素（desmosine）和异锁链素（isodesmosine）：由 4 个赖氨酸残基氧化后形成复杂的环状结构，使得弹性蛋白网络不可逆交联。它们是弹性蛋白特有的生物标志物。
这个交联是通过赖氨酸氧化酶（LOX）将赖氨酸转化为醛（allysine），然后通过一系列缩合反应形成稳定的交联网络。

### 羟脯氨酸修饰
部分脯氨酸残基会被羟化为4-羟脯氨酸（Hyp），类似于胶原蛋白中的修饰。这种修饰增加了弹性蛋白的稳定性和抗酶解能力。

## 分子生物學

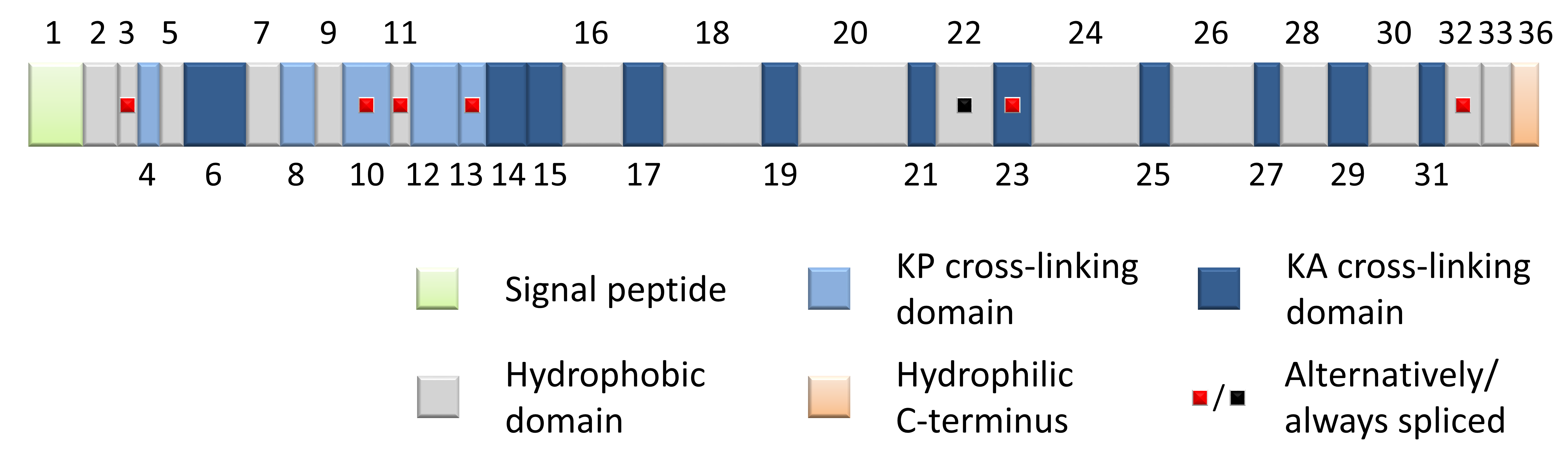
人原彈性蛋白的結構域結構

在哺乳動物中，基因組僅包含一種原彈性蛋白基因，稱為 ELN。 人類 ELN 基因是7號染色體上的一個 45 kb 片段，有 34 個外顯子，被近 700 個內含子中斷，第一個外顯子是分配其細胞外定位的信號肽。 大量內含子表明基因重組可能導致基因不穩定，導致 SVAS (Supravalvular aortic stenosis) 等疾病。 原彈性蛋白 mRNA 的表達在至少八個不同的轉錄起始位點下受到高度調控。
彈性蛋白的組織特異性變體是通過原彈性蛋白基因的選擇性剪接產生的。 至少有 11 種已知的人類原彈性蛋白亞型。 這些亞型受到發育調節，但處於同一發育階段的組織之間的差異很小。